# Повесть о красноречивом крестьянине
Повесть о красноречивом крестьянине (Обличение поселянина, Повесть о красноречивом жителе оазиса) — пример поучительной литературы Древнего Египта, относящийся к Среднему царству. События повести происходят приблизительно во времена IX—X династий недалеко от Гераклеополя. Последние исследования датируют повесть XII династией, поскольку уже в эпоху Рамессидов она была известна.

## Сюжет
В правление гераклеопольского царя X династии Небкаура Хети поселянин из Соляного оаза (совр. Вади-Натрун) по имени Хевинануп («Тот, кого защитил Анубис») навьючил ослов товарами, чтобы продать в городе. Дорогу перегородил работник Тхутинахт из дома Ренси. Тхутинахт расстелил на узкой дороге ткань, и поселянин не мог обойти её, потому что справа рос ячмень, а слева текла река. Осёл поселянина сжевал пару колосков ячменя, и Тхутинахт отобрал у поселянина осла.
Поселянин нашёл на берегу реки хозяина земли Ренси, которому поведал о своём горе. Тот прислушался к советам своих сановников не наказывать обидчика. Однако, восхищённый красноречием и упорностью Хевинанупа чиновник Ренси довёл дело до слуха фараона. Того позабавила история о талантливом в речах простолюдине, и он приказал преподнести жалобу в письменном виде. Девять дней Хевинануп обивал порог Ренси, не получая ответа. Тогда он в отчаянии оскорбил Ренси, за что был поколочен людьми вельможи. Ренси вновь послал за поселянином после наказа фараона свершить справедливость. Ренси приказал вернуть бедняге осла, а Тхутинахта обязал выплатить нанесённый ущерб Хевинанупу.
Концовка истории не сохранилась, но исследователи предполагают, что Ренси обязал Тхутинахта передать своё имущество обиженному поселянину либо вовсе сделал его рабом красноречивого Хевинанупа.

## Стилистика
Обычно в переводах древнеегипетской повести главным героем называют крестьянина, но египетское слово sxtj обозначает негорожанина, жителя оазиса. И. Г. Лившиц перевёл это египетское слово как «поселянин», а сам памятник назвал «Обличения поселянина».
Действие разворачивается между тремя лицами: поселянином, обидевшим его челядинцем знатного вельможи и этим вельможей, который должен их рассудить.
Повествование разделено на 9 речей поселянина с вступительными к ним текстами. Речи поселянина поэтичны, образны, полны метафор, метких выражений, созвучий; вступительные тексты написаны реалистично, просто и живо. Такого рода построение литературного произведения встречается также в других памятниках древнеегипетской литературы Среднего царства: «Разговор разочарованного со своим Ба», «Речение Ипувера», «Пророчество Неферти». Создателем подобного произведения мог быть только опытный автор, образованный писец.
Автор через жалобы поселянина поднимает общие значимые социальные проблемы правосудия, коррупции, справедливости, нарушение принципов миропорядка Маат.

## В современном искусстве

### Кинематограф
В 1970 году египетский кинорежиссёр Шади Абдель Салам снял короткометражный фильм по древнеегипетской повести о красноречивом поселянине.